# Daïra de Bordj Bou Arreridj
La daïra de Bordj Bou Arreridj est une daïra d'Algérie située dans la wilaya de Bordj Bou Arreridj et dont le chef-lieu est la ville éponyme de Bordj Bou Arreridj.

## Localisation
La daïra de Bordj Bou Arreridj est située au centre de la wilaya de Bordj Bou Arreridj.

## Communes de la daïra
La daïra de Bordj Bou Arreridj n'est composée que d'une seule commune : Bordj Bou Arreridj.